# Робертс, Томас (архиепископ)
Томас Робертс (англ. Thomas Roberts; 7 марта 1893, Гавр, Франция — 28 февраля 1976) — католический архиепископ, иезуит. Архиепископ Бомбея с 12 августа 1937 по 4 декабря 1950. Титулярный архиепископ Сугдеи с 4 декабря 1950.

## Биография
20 сентября 1925 года был рукоположён в священника, после чего работал преподавателем в Ливерпуле.
12 августа 1937 года был назначен Папой римским Пием XI архиепископом Бомбея. 21 августа 1937 года был рукоположён в епископа.
4 декабря 1950 года подал в отставку, после чего его преемником был назначен индийский епископ Валериан Грасиас. После отставки Томас Робертс был назначен титулярным епископом Сугдеи и вернулся в Великобританию, где стал преподавать в Лондоне.

## Деятельность
Принимал участие в II Ватиканском Соборе. На третьей сессии Собора заявил, что еврейский народ не виноват в убийстве Иисуса Христа и на примере Франца Егерштеттера призвал дать богословское обоснование ненасильственному сопротивлению.
Из-за своих либеральных взглядов был отстранён кардиналом Джеймсом Макинтайром от преподавания в Южной Калифорнии. Выступал против принятия догмата об Успении Пресвятой Богородицы, за более широкое участие мирян в жизни. Призывал реформировать католическое учение о браке и контроле рождаемости. Вёл активную общественную деятельность за ядерное разоружение.